# Técnica del saxofón

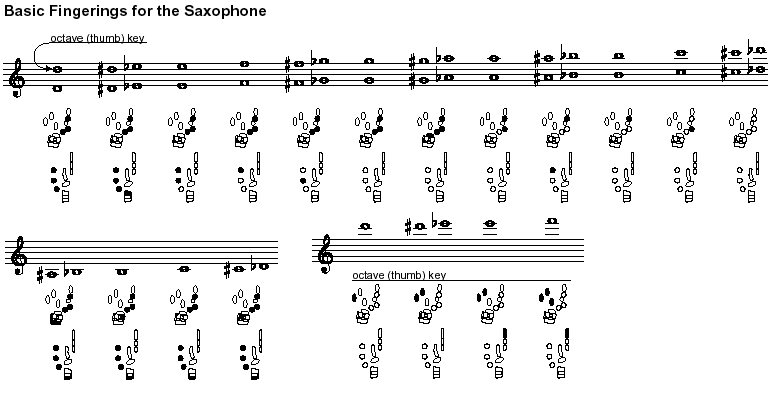
Digitación del saxofón

La técnica para tocar el saxofón es subjetiva y está basada en el estilo de música que se pretenda tocar (clásica, jazz, rock, ska, funk, etc.) además del sonido que el músico tenga idealizado y pretenda alcanzar. El diseño del saxofón posee una increíble variedad de producción tonal y el sonido "ideal" y las llaves para producirlo son temas que alimentan acalorados debates. Sin embargo, hay una estructura básica subyacente que sustenta la mayoría de las técnicas. 
El instrumento también tiene una estructura de digitación que lejos de ser fija se acerca más a una amplia variedad de alternativas que en variados casos pueden producir el mismo tono utilizando digitaciones totalmente diferentes. Esta versatilidad única le permite al intérprete utilizar la digitación más conveniente dependiendo de la escala que esté utilizando o el tipo de música que en ese momento interpreta. 
La embocadura es la posición de los músculos faciales y la forma en la que se sitúan los labios sobre la boquilla cuando se interpreta el instrumento.
Se puede pensar que es relativamente fácil convertirse en un saxofonista competente, especialmente cuando el intérprete está familiarizado con otros instrumentos de viento-madera, pero se requiere una cantidad considerable de práctica para poder desarrollar un timbre agradable y una técnica fluida.

## Embocadura
En la embocadura típica, la boquilla no se introduce más de la mitad en la boca del intérprete. El labio inferior envuelve de manera suave los dientes, haciendo que ésta descanse sobre el labio y no rompa la caña y es mantenida firme con una ligera presión de los dientes superiores que hacen una ligera presión en la boquilla (a veces se almohadilla con una fina cinta de caucho conocida como compensador, cojinete o "almohadilla para morder" para evitar que los dientes se resbalen sobre la boquilla). El labio superior se cierra circundando la boquilla para crear un cierre hermético y los filos de la boca se mantienen firmes y estáticos. Hay que tomar en cuenta que la presión sólo debe ser evitando el movimiento de la boquilla ya que al aplicar mucha fuerza, el labio inferior se lacera con los dientes.
Es de gran importancia la situación de la garganta para obtener un sonido completo además de rapidez produciendo las notas. Debe permanecer abierta y relajada. Esta apertura y relajación debería continuar constante a lo largo de todo el registro del saxofón y en especial con el registro grave (desde re hasta si♭, o hasta la, si estuviera disponible). El registro completo del instrumento debe tocarse sin cambiar la embocadura, aunque es normal su movimiento ya que es un movimiento natural y en algunos casos se necesita mover la lengua hacia atrás para hacer que el sonido baje un poco de tono (esto se hace a partir del ' 6 ya que al ensancharse el saxofón en la parte de abajo altera la afinación de esas notas subiéndolas casi un cuarto de tono).

## Vibrato
El recurso del vibrato consiste en ondular ligeramente el sonido del instrumento. Su función es la de embellecer y dotar de carácter y expresividad una nota o frase musical ya que produce variaciones en la intensidad, la entonación y el timbre.
El vibrato del saxofón está inspirado en el de los instrumentos de cuerda o el vibrato vocal. Este fue incorporado a la técnica del saxofón clásico de la mano del reconocido saxofonista Marcel Mule en torno a los años treinta. A partir de ese momento, su uso en el estudio del saxofón se generalizó.
El estudio del vibrato requiere haber consolidado previamente la embocadura (ejercitando los músculos que la sustentan y su correcta colocación) y afinación manteniendo la columna de aire. Este requisito se debe a que las ondulaciones que caracterizan dicha táctica se producen al modificar levemente la afinación mediante el movimiento (permuta entre presión y laxitud) de la mandíbula. La oscilación ha de ser regular y moderada debido a que holgura asimétrica tendría desastrosas consecuencias en la afinación de la sonoridad.
Así, el vibrato empleado por los intérpretes del saxofón se denomina de entonación o de mandíbula y es el más utilizado de todos ellos. Sin embargo, existen otros tipos de vibrato en los instrumentos de viento; el de diafragma o de intensidad (producido por el bombeo alterno del aire emitido), el de labio y el de garganta, aunque los más empleados son los ejecutados con la mandíbula y el diafragma.
A pesar de que existen varias clases de vibrato, la forma en la que se aplique en las composiciones debe ser conforme al criterio del intérprete. A veces más intenso y otras menos dependiendo del género musical ante el que nos encontremos.
El método más fácil y que proporciona un mejor vibrato depende del intérprete. Mientras hay quienes afirman que el vibrato no es vital para la interpretación del saxofón (debido a que su importancia es inferior a la calidad tonal apropiada), muchos lo defiende como una característica esencial distintiva del timbre del saxofón. El vibrato clásico puede ser suave y sutil, o amplio y abrasivo, dependiendo del intérprete. Muchos saxofonistas académicos toman como modelo a violinistas para obtener su sonido. Se ha sugerido que siguen el ejemplo de Marcel Mule del Conservatorio de París, uno de los primeros defensores de la interpretación clásica del saxofón. El vibrato del jazz varía aún más entre sus intérpretes. El vibrato rápido y amplio es usado por los intérpretes más viejos del estilo swing, mientras que algunos intérpretes modernos no usan casi ningún vibrato excepto en baladas lentas. Típicamente, se usa menos el vibrato en los ritmos más rápidos. Los saxofonistas que usan el vibrato comenzarán lentamente, por lo general, con movimientos exagerados de mandíbula. A medida que van progresando, el vibrato se hace más rápido hasta que alcanzan la velocidad deseada.

## Efectos sonoros
Se pueden utilizar varios efectos para diferentes efectos en el sonido del saxofón:
- El growling es una técnica a través de la cual los saxofonistas cantan, gruñen o producen un zumbido usando la parte posterior de la garganta mientras están tocando.[1] Con esta técnica producen una modulación del sonido y da lugar a un sonido seco y áspero. No es habitual emplear esta técnica en la música clásica o en las bandas de música pero es muy común emplearlo en la música jazz, blues, rock and roll y otros géneros de música popular. Algunos músicos destacados que han empleado esta técnica son Earl Bostic, Boots Randolph, Gato Barbieri, Ben Webster, Clarence Clemons, Nelson Rangell y King Curtis.

- El bend es una técnica que se consigue mediante el retiro gradual de la columna de aire constante, esto básicamente genera un efecto de caída o bajada de la nota, muy utilizada en el blues y en el jazz.

- El slap tongue es un efecto producido al generar un vacío entre la caña y la lengua, para luego retirarla de manera repentina. Lo que se genera es un efecto percusivo (Toc-toc), inyectando un poco de aire se consigue emitir tonos. En obras clásicas, es prácticamente una imitación al pizzicato de los instrumentos de cuerda frotada.